# Zombies: La serie
Zombies: La serie (Zombies: The Re-Animated Series) è una serie animata statunitense del 2024 della Disney Television Animation. La serie è stata creata da David Light basandosi sulla saga dei DCOM Zombies. La serie viene trasmessa sotto forma di 11 corti speciali dal 21 luglio al 31 dicembre 2023. Successivamente, a maggio 2024, Disney pubblica il primo trailer per la serie vera e propria che va in onda dal 28 giugno al 7 dicembre 2024 su Disney Channel. La serie viene cancellata ufficialmente il 25 settembre 2024. In Italia arriverà prossimamente su Disney +. 

## Trama
La serie ruota attorno ai protagonisti del film Zombies che si ritrovano costretti a ripetere il loro ultimo anno scolastico tra avventure, misteri e incidenti di percorso che non renderanno il loro anno scolastico semplice.

## Episodi
| Episodi        | Episodi | Prima TV USA | Distribuzione Italia |
| -------------- | ------- | ------------ | -------------------- |
| Prima stagione | 20      | 2024         | 2025                 |

## Personaggi
- Zed, doppiato in lingua originale da Milo Manheim. Voce italiana di Alex Polidori[4]
- Addison, doppiata il lingua originale da Meg Donnely. Voce italiana di Emanuela Ionica
- Bucky, doppiato in lingua originale da Trevor Tordjma. Voce italiana di Manuel Meli
- Eliza, doppiata in lingua originale da Kylee Russell. Voce italiana di Margherita De Risi